# Robards (Kentucky)
Robards es una ciudad ubicada en el condado de Henderson en el estado estadounidense de Kentucky. En el Censo de 2010 tenía una población de 515 habitantes y una densidad poblacional de 65,34 personas por km².

## Geografía
Robards se encuentra ubicada en las coordenadas 37°40′43″N 87°32′5″O / 37.67861, -87.53472. Según la Oficina del Censo de los Estados Unidos, Robards tiene una superficie total de 7.88 km², de la cual 7.84 km² corresponden a tierra firme y (0.56%) 0.04 km² es agua.

## Demografía
Según el censo de 2010, había 515 personas residiendo en Robards. La densidad de población era de 65,34 hab./km². De los 515 habitantes, Robards estaba compuesto por el 96.89% blancos, el 0.19% eran afroamericanos, el 1.17% eran amerindios, el 0% eran asiáticos, el 0% eran isleños del Pacífico, el 0.97% eran de otras razas y el 0.78% pertenecían a dos o más razas. Del total de la población el 2.91% eran hispanos o latinos de cualquier raza.